# Ochrothyris mesogramma
Ochrothyris mesogramma är en fjärilsart som beskrevs av Forbes 1942. Ochrothyris mesogramma ingår i släktet Ochrothyris och familjen Thyrididae. Inga underarter finns listade i Catalogue of Life.